# Верхний Ёнхор
Ве́рхний Ёнхо́р (бур. Дээдэ Ёнхор) — село в Джидинском районе Бурятии. Входит в сельское поселение «Боцинское».

## География
Расположено юго-восточнее районного центра, села Петропавловка, в 6 км к востоку от центра сельского поселения села Боций, недалеко от границы с Монголией, на правом берегу реки Джиды.
Соседние населенные пункты — Ёнхор, Нюгуй, Цаган-Усун.

## Население
| 2002 | 2006 | 2010 |
| ---- | ---- | ---- |
| 110  | ↘90  | ↘86  |